# Krajowa Rada Radiofonii i Telewizji

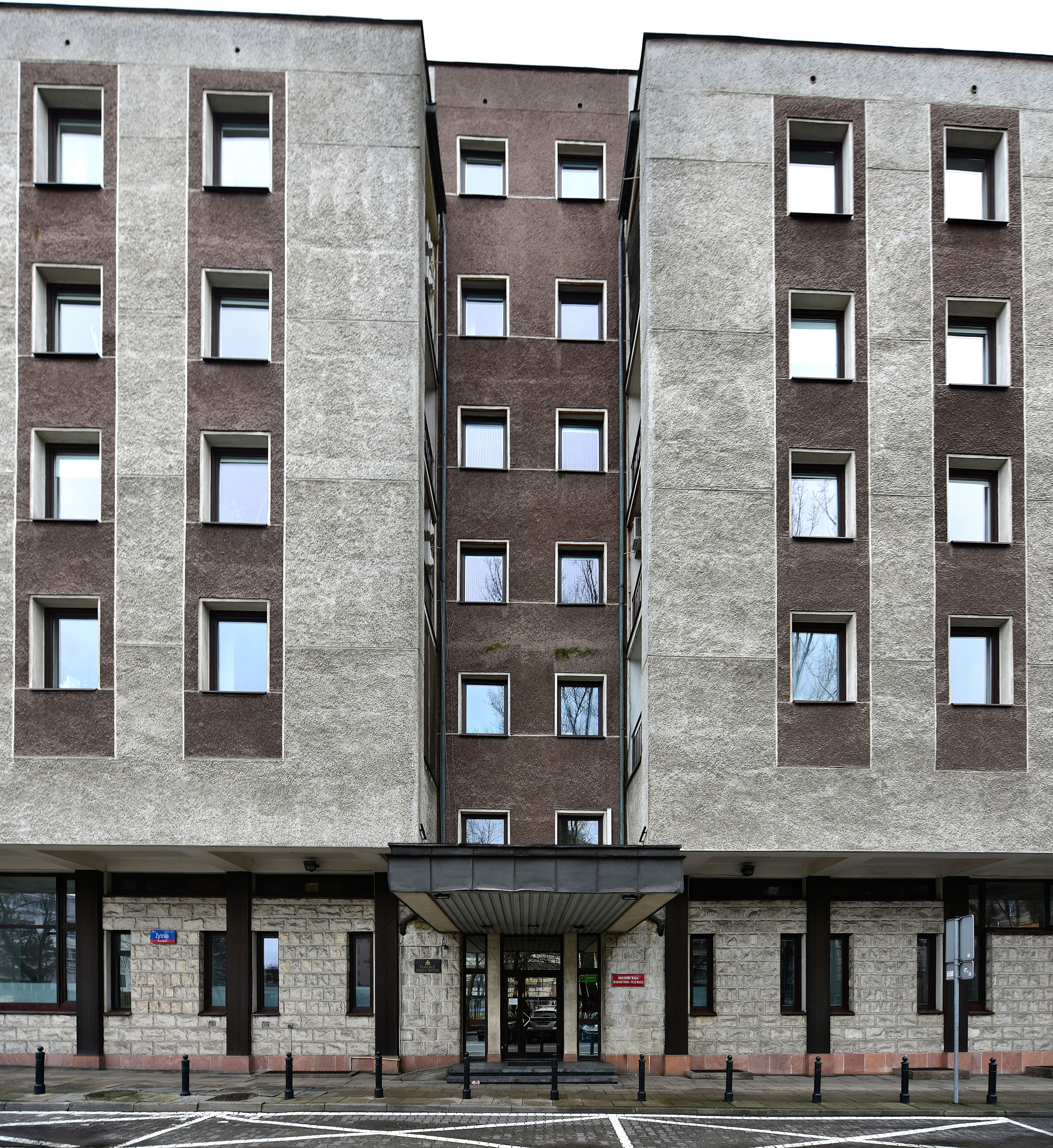
Siedziba Rady przy skwerze kard. Stefana Wyszyńskiego 9 w Warszawie, wejście główne od strony ul. Żytniej

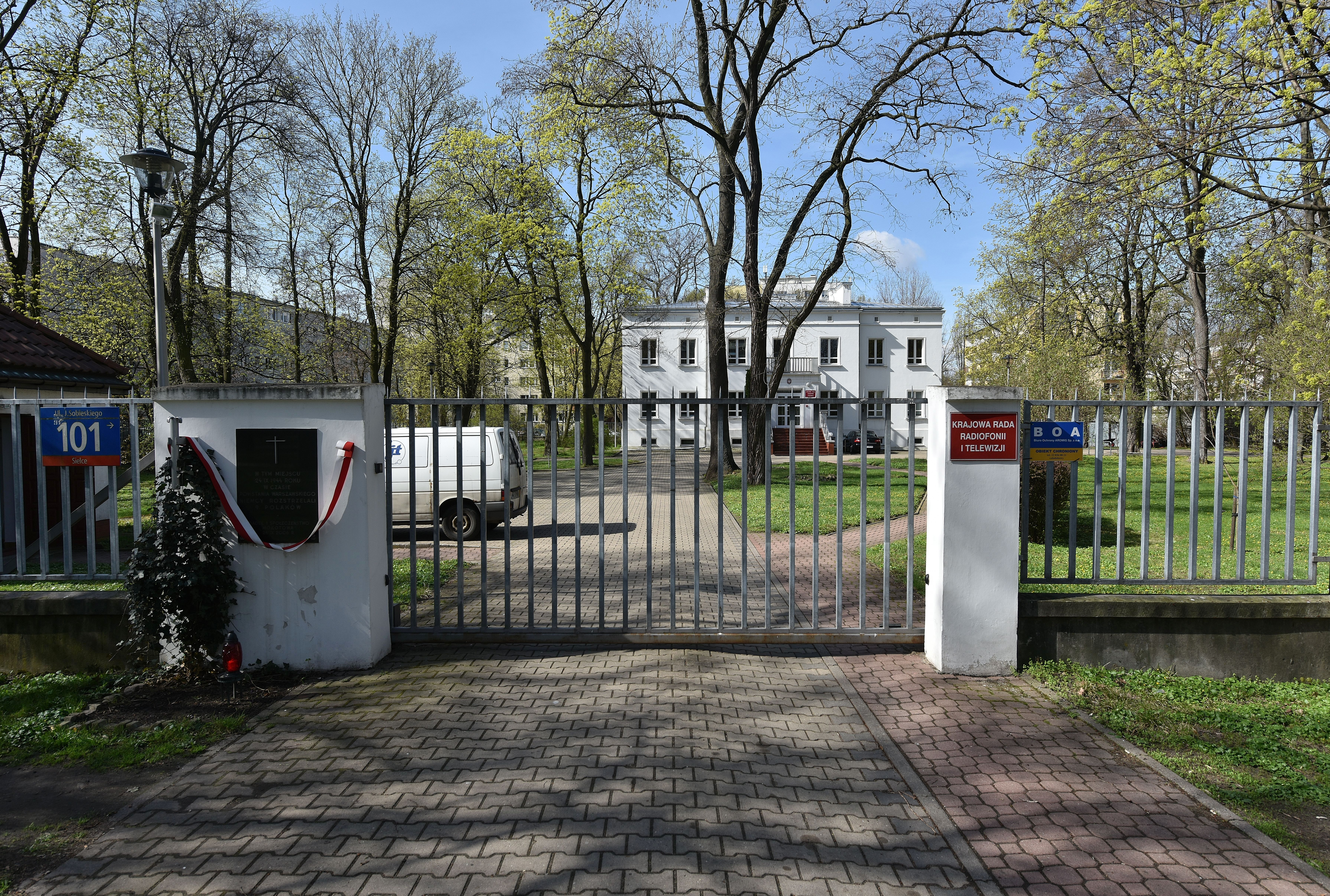
Biura Rady przy ul. Sobieskiego 101

Krajowa Rada Radiofonii i Telewizji (KRRiT, KRRiTV) – polski organ państwowy, który według Konstytucji (art. 213–215) ma stać na straży wolności słowa, prawa do informacji oraz interesu publicznego w radiofonii i telewizji.
Siedziba i Biuro KRRiT znajdują się przy skwerze kard. S. Wyszyńskiego 9, a Wydział Abonamentu RTV przy ul. Sobieskiego 101 w Warszawie.

## Przed powstaniem KRRiT
W latach 1951–1993 instytucją zajmującą się kontrolą i organizacją pracy stacji radiowych i telewizyjnych na terytorium Polski był Komitet do spraw Radia i Telewizji „Polskie Radio i Telewizja”.

## Struktura KRRiT
Zasady, tryb działania, organizację oraz szczegółowe zasady powoływania członków KRRiT określa ustawa z dnia 29 grudnia 1992 roku o radiofonii i telewizji, wraz z późniejszymi nowelizacjami. W skład Rady wchodzi (po nowelizacji ustawy z 29 grudnia 2005 roku) 5 członków. Są oni wybierani przez: Sejm – 2 członków, Senat – 1, prezydenta RP – 2. Kadencja członków KRRiT wynosi 6 lat, może być skracana wspólną decyzją Sejmu i Senatu (o odrzuceniu dorocznego sprawozdania) zatwierdzoną przez prezydenta RP. Ta sama osoba nie może zostać ponownie wybrana na pełną kadencję. Ze swojego grona Rada wybiera przewodniczącego i zastępcę (na wniosek przewodniczącego).
Członkowie KRRiT na mocy postanowień Konstytucji RP (art. 198) odpowiadają za popełnienie deliktu konstytucyjnego przed Trybunałem Stanu.

## Główne zadania i działalność
- konstytucyjne (art. 213 ust. 1 Konstytucji RP): stanie na straży wolności słowa, prawa do informacji oraz interesu publicznego w radiofonii i telewizji;
- ustawowe (art. 6 ust. 2 ustawy z dnia 29 grudnia 1992 r. o radiofonii i telewizji, wraz z późniejszymi nowelizacjami)[3]:
  - projektowanie w porozumieniu z Prezesem Rady Ministrów kierunku polityki państwowej w dziedzinie radiofonii i telewizji;
  - określanie warunków działalności nadawców programów radiowych i telewizyjnych;
  - rozpatrywanie wniosków i podejmowanie rozstrzygnięć w sprawach przyznawania koncesji na rozpowszechnianie programów radiowych i telewizyjnych;
  - sprawowanie kontroli nad działalnością nadawców w zakresie określonym ustawą;
  - organizowanie badań treści i odbioru programów radiowych i telewizyjnych;
  - określanie wysokości opłat za udzielanie koncesji oraz wpis do rejestru;
  - opiniowanie projektów aktów ustawodawczych oraz umów międzynarodowych dotyczących radiofonii i telewizji;
  - inicjowanie postępu naukowo – technicznego i kształcenie kadr w dziedzinie radiofonii i telewizji;
  - współpraca z właściwymi organizacjami i instytucjami w zakresie ochrony praw autorskich, praw wykonawców, praw producentów oraz nadawców programów radiowych i telewizyjnych.

Ponadto Rada ustala stawki kwotowe opłat abonamentowych na następny rok kalendarzowy do 31 maja każdego roku.
Zgodnie z art. 12 ust. 1 ustawy o radiofonii i telewizji Rada przedstawia corocznie do końca marca Sejmowi, Senatowi i prezydentowi RP sprawozdanie ze swej działalności za rok poprzedzający oraz informację o podstawowych problemach radiofonii i telewizji. Dokument jest udostępniany w postaci druku sejmowego (senackiego).

## Niektóre uprawnienia
- udzielanie koncesji na nadawanie sygnału telewizyjnego i radiowego;
- podział środków z abonamentu radiowo-telewizyjnego;
- nakładanie kar pieniężnych na nadawców

## Skład Rady

### Członkowie Rady
- Tadeusz Kowalski – od 4 sierpnia 2022 z ramienia Senatu RP[5]
- Maciej Świrski – od 15 września 2022 z ramienia Sejmu RP[6], przewodniczący od 10 października 2022[7] do 28 lipca 2025[8]
- Agnieszka Glapiak – od 15 września 2022 z ramienia Sejmu RP[6], wiceprzewodnicząca od 10 października 2022 do 28 lipca 2025, przewodnicząca od 28 lipca 2025[8]
- Hanna Karp – od 3 października 2022 z nominacji Prezydenta RP[9],                 wiceprzewodnicząca od 28 lipca 2025[8]
- Marzena Paczuska-Tętnik – od 3 października 2022 z nominacji Prezydenta RP[9]

### Lista przewodniczących Rady
1. Marek Markiewicz od 19 kwietnia 1993 do 1 marca 1994
  - wakat od 2 marca 1994 do 30 marca 1994
2. Ryszard Bender od 30 marca 1994 do 21 lipca 1994
3. Janusz Zaorski od 22 lipca 1994 do 10 maja 1995
4. Marek Jurek od 10 maja 1995 do 28 grudnia 1995
5. Bolesław Sulik od 28 grudnia 1995 – 21 kwietnia 1999
  - wakat od 22 kwietnia 1999 do 6 lipca 1999
6. Juliusz Braun od 6 lipca 1999 do 26 marca 2003
7. Danuta Waniek od 26 marca 2003 do 31 grudnia 2005
  - wakat od 1 stycznia 2006 do 6 lutego 2006
8. Elżbieta Kruk od 6 lutego 2006 do 30 marca 2006
  - wakat od 30 marca 2006 do 17 maja 2006
9. Elżbieta Kruk od 17 maja 2006 do 26 września 2007
  - wakat od 26 września 2007 do 23 października 2007
10. Witold Kołodziejski od 23 października 2007 do 4 sierpnia 2010
  - wakat od 4 sierpnia 2010 do 10 sierpnia 2010
11. Jan Dworak od 10 sierpnia 2010 do 12 września 2016
  - wakat od 12 września 2016 do 19 września 2016
12. Witold Kołodziejski od 19 września 2016[10] do 3 października 2022
  - wakat od 3 października 2022 do 10 października 2022
13. Maciej Świrski od 10 października 2022[7] do 28 lipca 2025
14. Agnieszka Glapiak od 28 lipca 2025

### Lista zastępców przewodniczącego Rady
1. Maciej Iłowiecki od 19 kwietnia 1993 do 23 września 1994
  - wakat od 24 września 1994 do 10 maja 1995
2. Bolesław Sulik od 10 maja 1995 do 28 grudnia 1995
  - wakat od 29 grudnia 1995 do 11 stycznia 1996
3. Ryszard Miazek od 11 stycznia 1996 do 10 maja 1996
  - wakat od 11 maja 1996 do 14 października 1998
4. Witold Graboś od 14 października 1998 do 6 lipca 1999
  - wakat od 7 lipca 1999 do 13 lipca 1999
5. Jan Sęk od 13 lipca 1999 do 8 maja 2003
  - wakat od 9 maja 2003 do 5 czerwca 2003
6. Aleksander Łuczak od 5 czerwca 2003 do 30 grudnia 2005
  - stanowisko nie funkcjonowało od 30 grudnia 2005 do 21 września 2010
7. Witold Graboś od 4 sierpnia 2010 do 12 września 2016
  - wakat od 12 września 2016 do 26 września 2016
8. Teresa Bochwic od 27 września 2016 do 3 października 2022
  - wakat od 3 października 2022 do 10 października 2022
9. Agnieszka Glapiak od 10 października 2022[11] do 28 lipca 2025
10. Hanna Karp od 28 lipca 2025

### Byli sekretarze Rady
1. Andrzej Zarębski od 19 kwietnia 1993 do 21 kwietnia 1999
  - wakat od 22 kwietnia 1999 do 23 marca 2000
2. Włodzimierz Czarzasty od 23 marca 2000 do 26 sierpnia 2004
  - stanowisko zniesione 26 sierpnia 2004

### Byli członkowie Rady

#### Z nominacji Prezydenta RP
- Marek Markiewicz od 19 kwietnia 1993 do 23 września 1994
- Maciej Iłowiecki od 19 kwietnia 1993 do 23 września 1994
- Ryszard Bender od 19 kwietnia 1993 do 22 lipca 1994
- Janusz Zaorski od lipca 1994 do maja 1995
- Tomasz Kwiatkowski od września 1994 do maja 1995
- Henryk Andracki od września 1994 do kwietnia 1997
- Jan Szafraniec od 14 kwietnia 1995 do 18 kwietnia 1999, wcześniej był członkiem Rady z ramienia Senatu
- Marek Jurek od 10 maja 1995 do 9 maja 2001
- Robert Kwiatkowski od 19 kwietnia 1997 do 25 czerwca 1998, wcześniej był członkiem Rady z ramienia Sejmu
- Waldemar Dubaniowski od 11 września 1998 do 30 kwietnia 2003
- Włodzimierz Czarzasty od 10 maja 1999 do 19 stycznia 2005
- Danuta Waniek od 15 maja 2001 do 30 grudnia 2005
- Sławomira Łozińska od 30 kwietnia 2003 do 30 grudnia 2005
- Anna Szydłowska od 19 stycznia 2005 do 31 lipca 2005
- Stanisław Jędrzejewski od 1 sierpnia 2005 do 30 grudnia 2005
- Wojciech Dziomdziora od 31 stycznia 2006 do 18 września 2007
- Elżbieta Kruk od 31 stycznia 2006 do 26 września 2007
- Barbara Bubula od 18 września 2007 do 4 sierpnia 2010
- Piotr Boroń od 26 września 2007 do 4 sierpnia 2010
- Jan Dworak od 7 lipca 2010[12] do 12 września 2016
- Krzysztof Luft od 7 lipca 2010[12] do 12 września 2016
- Janusz Kawecki od 12 września 2016[13] do 3 października 2022
- Andrzej Sabatowski od 12 września 2016[13] do 3 października 2022

#### Z ramienia Sejmu RP
- Lech Dymarski od 3 kwietnia 1993 do 2 kwietnia 1995
- Marek Siwiec od 3 kwietnia 1993 do 10 stycznia 1996
- Andrzej Zarębski od 1 kwietnia 1993 do 21 kwietnia 1999
- Bolesław Sulik od 3 kwietnia 1993 do 21 kwietnia 1999
- Michał Strąk od 3 kwietnia 1995 do 2 kwietnia 2001
- Robert Kwiatkowski od 16 lutego 1996 do 2 kwietnia 1997, potem zasiadał w Radzie z nominacji Prezydenta RP
- Adam Halber od 10 kwietnia 1997 do 24 lipca 2003
- Juliusz Braun od 21 kwietnia 1999 do 6 maja 2005
- Jarosław Sellin od 21 kwietnia 1999 do 6 maja 2005
- Aleksander Łuczak od 12 kwietnia 2001 do 30 grudnia 2005
- Ryszard Ulicki od 24 lipca 2003 do 30 grudnia 2005
- Andrzej Kneifel od 6 maja 2005 do 30 grudnia 2005
- Andrzej Zieliński od 6 maja 2005 do 30 grudnia 2005
- Tomasz Borysiuk od 27 stycznia 2006 do 4 sierpnia 2010
- Lech Haydukiewicz od 27 stycznia 2006 do 4 sierpnia 2010
- Witold Graboś od 4 sierpnia 2010 do 12 września 2016
- Sławomir Rogowski od 4 sierpnia 2010 do 12 września 2016
- Elżbieta Więcławska-Sauk od 22 lipca 2016 do 15 września 2022
- Witold Kołodziejski od 22 lipca 2016 do 15 września 2022

#### Z ramienia Senatu RP
- Ryszard Miazek od 1 kwietnia 1993 do 10 maja 1996
- Jan Szafraniec od 1 kwietnia 1993 do 5 kwietnia 1995, potem zasiadał w Radzie z nominacji Prezydenta RP
- Witold Graboś od 5 kwietnia 1995 do 5 kwietnia 2001
- Witold Knychalski od 12 lipca 1996 do 1 kwietnia 1997
- Jan Sęk od 3 kwietnia 1997 do 8 maja 2003
- Lech Jaworski od 25 kwietnia 2001 do 30 grudnia 2005
- Tomasz Goban-Klas od 8 maja 2003 do 30 września 2004
- Ryszard Sławiński od 18 listopada 2004 do 30 grudnia 2005
- Witold Kołodziejski od 30 stycznia 2006 do 4 sierpnia 2010
- Stefan Pastuszka od 22 lipca 2010[14] do 12 września 2016
- Teresa Bochwic od 22 lipca 2016 do 4 sierpnia 2022

## Rzecznicy prasowi
- Katarzyna Twardowska od 2010 do 2017[15]
- Teresa Brykczyńska od 2017

## Rzecznicy Wolności Słowa
- Andrzej Krajewski – od czerwca 2012 do maja 2017
- Andrzej Tadeusz Kijowski od czerwca 2017 do lutego 2023

## Budżet
Wydatki i dochody Krajowej Rady Radiofonii i Telewizji są realizowane w części 09 budżetu państwa.

## Nagrody przyznawane przez KRRiT
- Wielka Nagroda Festiwalu Teatru Polskiego Radia i Teatru Telewizji Polskiej „Dwa Teatry” – przyznawana przez KRRiT dwojgu aktorom za wybitne osiągnięcia artystyczne w Teatrze Polskiego Radia i Teatrze Telewizji Polskiej.
- Nagroda im. Macieja Szumowskiego za szczególną wrażliwość na sprawy społeczne na Krakowskim Festiwalu Filmowym – laureat wybierany jest przez KRRiT spośród uczestników Krakowskiego Festiwalu Filmowego, jednej z najstarszych imprez w Europie poświęconej filmom dokumentalnym, animowanym i krótkometrażowym.
- Nagroda im. dr. Pawła Stępki – przyznawana przez KRRiT oraz Wydział Dziennikarstwa i Nauk Politycznych Uniwersytetu Warszawskiego. Nagroda przyznawana jest corocznie w dwóch kategoriach: Najlepsza rozprawa doktorska z dziedziny mediów elektronicznych oraz Najlepsze wydawnictwo naukowe i popularnonaukowe z dziedziny mediów elektronicznych.
- Grand Prix KRRiT im. Witolda Zadrowskiego przyznawana na Ogólnopolskim Konkursie Twórczości Radiowej w dziedzinie reportażu i dokumentu – organizowany rokrocznie konkurs skierowany do pracowników i współpracowników wszystkich rozgłośni regionalnych radia publicznego w Polsce, ogólnopolskich programów Polskiego Radia SA oraz Studia Reportażu i Dokumentu.
- Nagrody Don Kichot i Arete – za debiuty sezonu w słuchowiskach realizowanych przez Teatr Polskiego Radia – nagrody przyznawane twórcom najciekawszych debiutów sezonu w słuchowiskach realizowanych przez Teatr Polskiego Radia. Nagrody wręczane na początku sezonu artystycznego podsumowują najciekawsze osiągnięcia sezonu poprzedniego.

## Kontrowersje
- W 2006 KRRiT nałożyła karę w wysokości 500 tys. złotych na telewizję Polsat za emisję programu Kuba Wojewódzki, w którym Kazimiera Szczuka parodiowała występującą na antenie Radia Maryja Magdalenę Buczek[17]. Telewizja Polsat zaskarżyła tę decyzję do sądu[18]. Skarga została oddalona, a wyrok sądu pierwszej instancji został podtrzymany przez Sąd Najwyższy 14 stycznia 2010 roku (sygn. akt III SK 15/09)[19][20].
- Misja obserwacyjna Organizacji Bezpieczeństwa i Współpracy w Europie w raportach dotyczących przebiegu wyborów parlamentarnych w Polsce w 2007 opublikowanych 22 października 2007 i 20 marca 2008 roku[21] przez Biuro Instytucji Demokratycznych i Praw Człowieka zarzuciła KRRiT upartyjnienie i „niezdolność do właściwego wywiązania się ze swojej konstytucyjnej odpowiedzialności”[22].
- W 2014 KRRiT nałożyła karę dla telewizji Polsat w wysokości 50 tys. złotych za pokazywanie „obrazów okrucieństwa” o wczesnej porze. Chodziło o 553. odcinek serialu Malanowski i Partnerzy (pokazano w nim m.in. odcięte palce w garnku). Odcinek miał kwalifikację wiekową 12 lat i był emitowany w godzinach popołudniowych[23][24].
- W 2016 roku KRRiT nałożyła karę w wysokości 10 tys. zł na Stopklatkę TV za małą liczbę audycji europejskich[25][26].
- W 2016 roku KRRiT nałożyła karę na Kino Polska TV S.A. i ITI Neovision S.A. w łącznej wysokości 32 tys. zł za mniejszy niż obowiązujący w ustawie o radiofonii i telewizji udział audycji z udogodnieniami dla osób niepełnosprawnych z dysfunkcją narządów wzroku lub słuchu[a][27][28][29].
- W grudniu 2017 KRRiT nałożyła karę w wysokości 1 mln 479 tys. zł na telewizję TVN za sposób relacjonowania w dniach 16–18 grudnia 2016 kryzysu sejmowego (m.in. za „propagowanie działań sprzecznych z prawem oraz sprzyjających zachowaniom zagrażających bezpieczeństwu”)[30][31]. Kara została uchylona przez Przewodniczącego KRRiT w styczniu 2018[32].
- W styczniu 2023 przewodniczący KRRiT Maciej Świrski wszczął postępowanie, mające sprawdzić „czy audycja pt. 'Czarno na białym: siła kłamstwa' wyemitowana w programie TVN24 i TVN zawiera treści naruszające art. 18 ust. 1 i 3 ustawy z dnia 29 grudnia 1992 roku o radiofonii i telewizji. Przewodniczący KRRiT będzie również badać w jakim stopniu ewentualne rozpowszechnianie nieprawdziwych i nierzetelnych informacji narusza warunki koncesji udzielonej TVN S.A. na nadawanie programu pod nazwą TVN”. Telewizja TVN oskarżyła Radę o nieposzanowanie wolności słowa oraz niekonstytucyjność decyzji[33].
- 7 lipca 2024 grupa medialna MWE Networks i należącej do niej spółka Polskie Wolne Media P.S.A. wniosła odwołanie od decyzji Krajowej Rady Radiofonii i Telewizji (KRRiT) z 21 czerwca 2024 o przyznaniu miejsca na 8 multipleksie naziemnej telewizji cyfrowej dla TV Republika i wPolsce24[34]. 9 kwietnia 2025 Wojewódzki Sąd Administracyjny (WSA) nieprawomocnym wyrokiem uchylił decyzję Krajowej Rady Radiofonii i Telewizji (KRRiT) o przyznaniu koncesji w dniu 21 czerwca 2024 na nadawanie na ósmym multipleksie naziemnej telewizji cyfrowej dla stacji telewizyjnych TV Republika i wPolsce24[35][36].
- 20 marca 2025 Sąd Apelacyjny w Warszawie prawomocnym wyrokiem stwierdził, że kara w wysokości prawie pół miliona złotych – nalożona przez przewodniczącego KRRiT Macieja Świrskiego na Radio Zet dnia 11 sierpnia 2023 – miała na celu zastraszenie mediów oraz ograniczenie wolności słowa i zostaje ostatecznie uchylona[37][38].